# Jacques Rousseau (football)
Pour les articles homonymes, voir Jacques Rousseau et Rousseau.
Jacques Rousseau est un footballeur français né le 27 avril 1933 à Lille, qui évoluait au poste d'attaquant.

## Biographie
Il commence sa carrière en 1954 au Club olympique Roubaix-Tourcoing ou il passe trois saisons. Avec cette équipe, il inscrit notamment 12 buts en Division 2 lors de la saison 1955-1956. 
Il rejoint ensuite l'Angers sporting club de l'Ouest (D1) du 1er juillet 1957 au 30 novembre 1957. Il rejoint ensuite l'Union sportive de Forbach du 1er décembre 1957 au 30 juin 1958, pour ensuite retrouver pendant deux saisons Angers. Avec Angers, il est demi-finaliste de la Coupe Charles Drago en 1959, en étant battu par l'US Valenciennes-Anzin.
Il retourne ensuite à l'Union sportive de Forbach du 1er juillet 1960 au 14 décembre 1960. Il termine sa carrière avec deux saisons au Football Club de Nantes (D2), du 15 décembre 1960 au 30 juin 1961.
Le bilan de sa carrière s'élève à 52 matchs en Division 1, pour quatre buts, et 109 en Division 2, pour 25 buts.